# Самодурова, Софья Вячеславовна
Со́фья Вячесла́вовна Самоду́рова (род. 30 июля 2002, Красноярск, Россия) — российская фигуристка и тренер, выступавшая в одиночном катании. Чемпионка Европы (2019), бронзовый призер командного чемпионата мира (2019), обладательница серебряной и бронзовой медалей этапов серии Гран-при сезона 2018/2019. На юниорском уровне — победительница этапов серии Гран-при в Загребе и Энье (2017).
Мастер спорта России (2017) и мастер спорта России международного класса (2019).

## Биография
Родилась в Красноярске. С детства живёт и тренируется в Санкт-Петербурге, при этом её родители сегодня[когда?] проживают в Казахстане.
Училась в частной школе имени Шостаковича.
В последнее время занималась в группе Алексея Мишина в СШОР «Звёздный Лёд» и на данный момент входит в тренерский штаб Алексея Мишина.

## Спортивная карьера

### До 2018 года
Неоднократно выступала на первенствах России среди юниоров, а также первенствах России среди девочек и юношей (в разных возрастных категориях), наивысшее место — 3-е в старшем возрасте на первенстве России среди девушек и юношей в 2016 году. На взрослых чемпионатах России 2017 и 2018 годов заняла, соответственно, 9-е, 11-е.
В сезоне 2016/2017 дебютировала в юниорской серии Гран-при, выступив на японском этапе, где заняла 4 место. В сезоне 2017/2018 выступила уже на двух этапах, в Хорватии и Италии, и на обоих победила, обеспечив себе место в финале. В финале юниорского Гран-при стала только шестой.

### Сезон 2018/2019
В сезоне 2018/2019 начала выступать на международной арене по взрослым: на дебютном челленджере «Ломбардия Трофи» завоевала серебряную медаль вслед за Елизаветой Туктамышевой, также тренирующейся в группе Алексея Мишина.
Дебютировала во взрослой серии Гран-при, выступив на турнире «Скейт Америка», где завоевала бронзу. На этапе в Москве Rostelecom Cup 2018 заняла второе место по итогам короткой и произвольной программ. В финале Гран-при заняла 5 место.
На чемпионате России 2019 года заняла 6-е место и по его итогам была включена в состав сборной на чемпионат Европы.
На чемпионате Европы после короткой программы шла на 2-м месте после Алины Загитовой, но затем отличный прокат произвольной на фоне ошибок соперниц принёс ей золото. При этом на чемпионате Европы она обновила все свои личные рекорды: в короткой, произвольной программах и по сумме.

### Сезон 2019/2020
В сентябре 2019 года на контрольных предсезонных прокатах, проводившихся на Малой спортивной арене комплекса «Лужники» Софья Самодурова допустила по одному падению при исполнении флипа в каждой программе, после проката призналась, что тяжело входит в сезон.
Принимала участие в международных соревнованиях, входящих в серию Челленджер сезона 2019: в итальянском Бергамо на Lombardia Trophy заняла шестое место, позже выиграла турнир в Минске Ice Star и стала четвёртой на турнире Golden Spin в Загребе.
Была заявлена на два этапа серии Гран-при. В китайском Чунцине стала пятой на турнире Cup of China, не совершила серьёзных ошибок, но судьи отметили недокруты на прыжках. На шестом этапе NHK Trophy в японском Саппоро показала шестой результат и осталась недовольна оценками.
В декабре 2019 года завершила сезон[какой?] с девятым местом на чемпионате России, проводившемся в Красноярске.

### Сезон 2020/2021
В начале сезона представила короткую программу на контрольных прокатах, но не приняла участие в произвольной из-за простуды.
Завоевала бронзовую медаль в Минске на международном турнире Ice Star.
Основываясь на решение ISU о проведении этапов серии Гран-при в соответствии с географическим местоположением, Софья Самодурова была назначена для участия в Кубке Ростелекома. В короткой программе показала шестой результат, после произвольной программы опустилась на седьмое место.
На чемпионате России в Челябинске Софья заняла десятое место.

### Сезон 2021/2022
В сентября 2021 года на контрольных прокатах сборной России по фигурному катанию, проходивших в Челябинске, Софья Самодурова представила новые соревновательные программы. Короткую программу поставил француз Флоран Амодьо под композицию Dua Lipa «New Rules», а произвольную программу, поставленную Николаем Морозовым, фигуристка исполнила под саундтрек к фильму «Мулан».
В октябре состоялась соревновательная премьера новых программ на международном турнире в Будапеште Budapest Trophy, где Софья стала бронзовым призёром.
В ноябре приняла участие в третьем этапе серии Гран-при в Италии Gran Premio d’Italia, по итогам короткой программы занимала девятое место с результатом 58.68 балла. На следующий день в произвольной программе справилась практически со всеми элементами, набрала 180.59 балла, став седьмой в и произвольной и по сумме за две программы.
29 апреля 2022 года объявила о завершении спортивной карьеры и вошла в тренерский штаб Алексея Мишина.

## Программы
| Сезон     | Короткая программа                                                   | Произвольная программа | Показательные номера                         |
| --------- | -------------------------------------------------------------------- | --- | -------------------------------------------- |
| 2021—2022 | - «New Rules» Дуа Липа хореограф Флоран Амодьо                       | - «Мулан» Гарри Грегсон-Уильямс хореограф Николай Морозов                                                                            |                                              |
| 2020—2021 | - «The Man with the Harmonica» Apollo 440 хореограф Роман Костомаров | - «Makeba» Джейн - «Replay» Рене Обри - «Mah-Na-Mah-Na» Moa хореограф Никита Михайлов                                                | - «Whenever, Wherever» Шакира                |
| 2019—2020 | - «Bamboléo» Gipsy Kings хореограф Татьяна Прокофьева                | - «Roxanne» в исполнении Юэн Макгрегор, Хосе Фелисиано, Яцек Коман (из фильма «Мулен Руж!») хореограф Татьяна Прокофьева             |                                              |
| 2018—2019 | - «Nyah» (из фильма «Миссия невыполнима 2») Ханс Циммер              | - «Welcome to Burlesque» Шер - «Show Me How You Burlesque» Кристина Агилера (из фильма «Бурлеск») хореограф-постановщик Илья Авербух | - «Хава нагила» - «All by Myself» Селин Дион |
| 2017—2018 | - «Хава нагила»                                                      | - «Libertango» Астор Пьяццолла |                                              |
| 2016—2017 | - «Send In the Clowns» Сьюзан Бойл                                   | - «Medley» Джоаккино Россини |                                              |

## Спортивные результаты
| Соревнование                            | 14/15         | 15/16         | 16/17         | 17/18         | 18/19         | 19/20         | 20/21         | 21/22         |
| Международные                           | Международные | Международные | Международные | Международные | Международные | Международные | Международные | Международные |
| --------------------------------------- | ------------- | ------------- | ------------- | ------------- | ------------- | ------------- | ------------- | ------------- |
| Чемпионаты мира                         |               |               |               |               | 8             |               |               |               |
| Чемпионаты Европы                       |               |               |               |               | 1             |               |               |               |
| Финалы Гран-при                         |               |               |               |               | 5             |               |               |               |
| Этапы Гран-при. Cup of China            |               |               |               |               |               | 5             |               | С             |
| Этапы Гран-при. NHK Trophy              |               |               |               |               |               | 6             |               |               |
| Этапы Гран-при. Skate America           |               |               |               |               | 3             |               |               |               |
| Этапы Гран-при. Rostelecom Cup          |               |               |               |               | 2             |               | 7             |               |
| Этапы Гран-при. Италия                  |               |               |               |               |               |               |               | 7             |
| Челленджеры. Ice Star                   |               |               |               |               |               | 1             | 3             |               |
| Челленджеры. Lombardia Trophy           |               |               |               |               | 2             | 6             |               |               |
| Budapest Trophy                         |               |               |               |               |               |               |               | 3             |
| Командный чемпионат мира                |               |               |               |               | 3             |               |               |               |
| Золотой конёк Загреба                   |               |               |               |               |               | 4             |               |               |
| Национальные                            |               |               |               |               |               |               |               |               |
| Чемпионаты России                       |               |               | 9             | 11            | 6             | 9             | 10            | 10            |
| Первенство России среди юниоров         | 16            | 6             | 12            |               |               |               |               |               |
| Финал Кубка России                      |               |               | 7 юн.         |               |               |               | 8             |               |
| Этапы Кубка России. I этап              | 5 юн.         |               |               |               |               |               |               |               |
| Этапы Кубка России. II этап             |               | 6 юн.         | 4 юн.         |               |               |               |               |               |
| Этапы Кубка России. III этап            | 2 юн.         |               |               |               |               |               | 4             |               |
| Этапы Кубка России. IV этап             |               |               | 1 юн.         | 2             |               |               | 4             |               |
| Этапы Кубка России. V этап              |               | 3 юн.         |               |               |               |               |               |               |
| Мемориал Н. А. Панина                   |               | WD            |               |               | 2             | WD            |               |               |
| Международные среди юниоров             |               |               |               |               |               |               |               |               |
| Финалы юниорского Гран-при              |               |               |               | 6             |               |               |               |               |
| Этапы юниорского Гран-при. Хорватия     |               |               |               | 1             |               |               |               |               |
| Этапы юниорского Гран-при. Италия       |               |               |               | 1             |               |               |               |               |
| Этапы юниорского Гран-при. Япония       |               |               | 4             |               |               |               |               |               |
| Triglav Trophy                          |               |               | 2             |               |               |               |               |               |
| Российско-Китайские молодёжные игры     |               |               | 1             |               |               |               |               |               |
| Международные среди продвинутых новисов |               |               |               |               |               |               |               |               |
| NRW Trophy                              |               | 2             |               |               |               |               |               |               |
| Bavarian Open                           |               | 1             |               |               |               |               |               |               |

## Ведомственные награды
- Мастер спорта России (2017)[37]
- Мастер спорта России международного класса (2019)[38]